# Eanna-szarra-usur
Eanna-szarra-usur (akad. Eanna-šarra-uṣur; sum. mé.an.na.lugal.uru3) − babiloński książę, syn Nabuchodonozora II (604-562 p.n.e.). Tekst z 18. roku panowania jego ojca wymienia go, jako syna królewskiego (akad. mār šarri), pośród kilkunastu osób które otrzymały 5 sila jęczmienia w mieście Uruk.